# Lucia Ripamonti

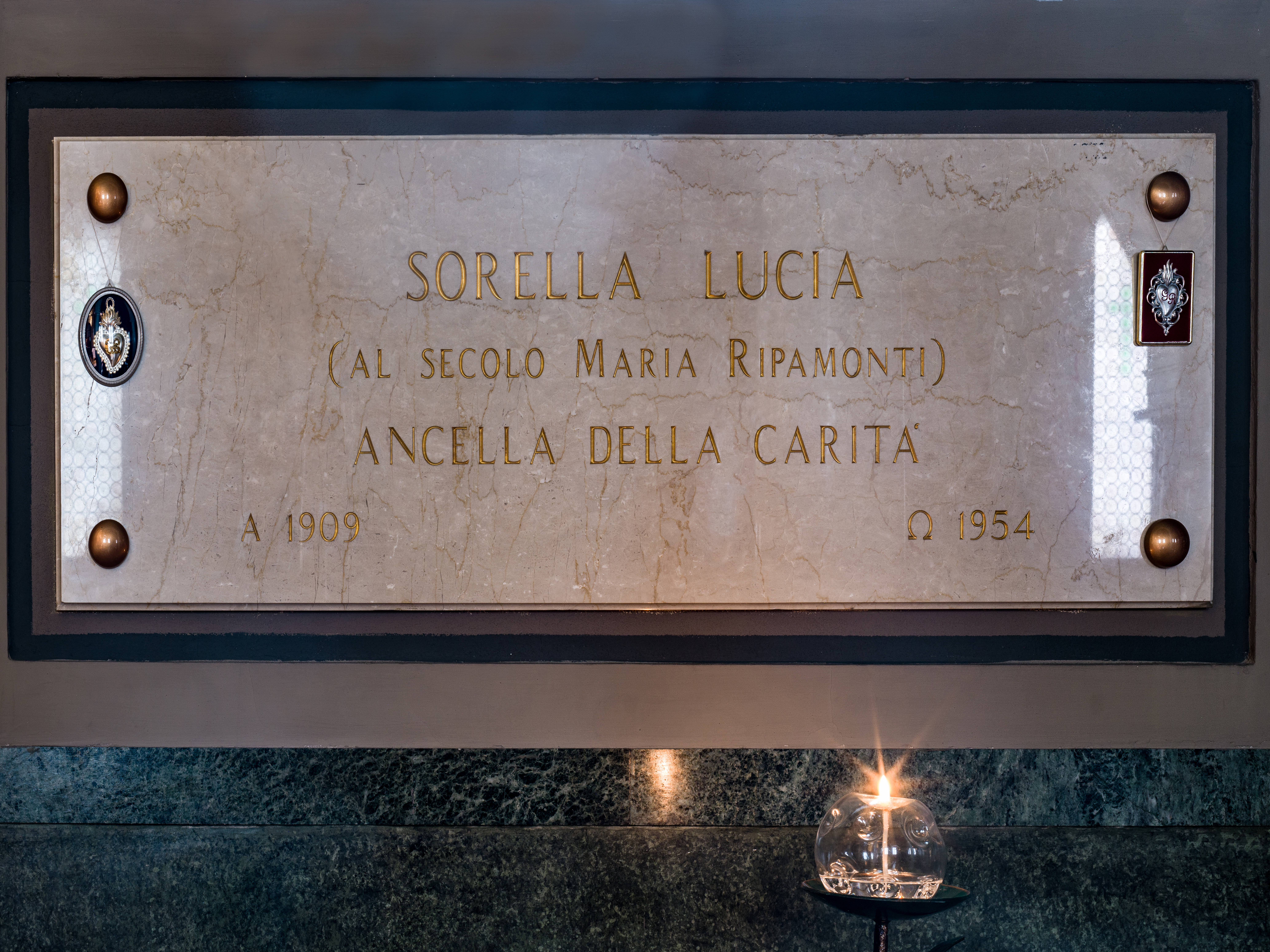
Lapide dedicata alla beata Lucia Ripamonti nella Cappella della Casa madre delle Ancelle della carità, Contrada del Cavalletto 9 a Brescia.

Lucia dell'Immacolata, al secolo Maria Ripamonti (Acquate, 26 maggio 1909 – Brescia, 4 luglio 1954), è stata una religiosa italiana, della congregazione delle Ancelle della carità, proclamata beata  il 23 ottobre 2021.

## Biografia
Nacque ad Acquate, in provincia di Lecco, il 26 maggio 1909, ultima di quattro figli. Fu battezzata il 30 maggio successivo. Iniziò a lavorare in una filanda per sostenere la famiglia. Avendo dovuto interrompere gli studi alla terza elementare , fu istruita dal parroco don Giovanni Piatti. Con questi e con le suore di Maria Bambina presenti nel territorio acquatese maturó la sua vocazione e decise di entrare a far parte dell'ordine delle Ancelle della carità. Nel 1932 partì per Brescia per essere ammessa in tale congregazione, emettendo i voti perpetui nel 1938 con il nome di "Lucia dell'Immacolata".
Dopo una vita vissuta seguendo la spiritualità della fondatrice dell'ordine, santa Maria Crocifissa Di Rosa, a cavallo della seconda guerra mondiale, le fu diagnosticata una grave malattia e offrì a Dio la sua sofferenza, come espiazione in favore degli ammalati che assisteva in ospedale e per la santificazione dei sacerdoti. Era molto devota della Madonna di Lourdes e in modo particolare al santuario che sorge nel paese natale, tanto da stringere tra le mani nelle ultime ore della sua vita l'immagine di quella Vergine che tanto amava.
Morì il 4 luglio 1954 presso l'ospedale pediatrico Ronchettino, all'età di 45 anni; fu sepolta a Brescia nella cappella della casa madre del suo ordine, dove ancora oggi riposano le sue spoglie mortali.

## Beatificazione
La causa per la beatificazione di suor Lucia si apre il 1º dicembre 1992 a Brescia. L'inchiesta diocesana che raccoglie testimonianze sulla sua vita si conclude il 10 novembre 1995. Viene, quindi, inviata a Roma per essere studiata dalla Congregazione per le cause dei santi. Papa Francesco procede, il 27 febbraio 2017, al riconoscimento delle sue virtù eroiche, attribuendole così il titolo di Venerabile.
Il 14 maggio 2019 papa Francesco promulga il decreto con il quale riconosce il miracolo attribuito a suor Lucia e ne stabilisce la beatificazione nel mese di maggio; a causa della pandemia da COVID-19, la cerimonia è stata rimandata al 23 ottobre 2021. La celebrazione è stata presieduta dal cardinale Marcello Semeraro, prefetto della Congregazione per le cause dei santi, concelebranti il vescovo di Brescia Pierantonio Tremolada, il suo predecessore Luciano Monari, il vescovo ausiliare di Milano Luigi Stucchi e il vescovo di Bolzano Ivo Muser.
Domenica 31 ottobre dello stesso anno una delegazione dell'Ordine si è recata ad Acquate per fare dono alla comunità natale della beata di una reliquia, deposta presso l'altare dell'Immacolata dove è tuttora esposta alla venerazione dei fedeli. In occasione delle celebrazioni sono stati composti il canto Umile Ancella da parte dell'Ordine e l'Inno alla Beata Lucia da Rech Mirko.

### Il miracolo per la beatificazione
Nel 2012 è stata avviata anche l'indagine sulla guarigione miracolosa attribuita all'intercessione di suor Lucia. Si tratta di Irene Zanfino che il 26 aprile 1967, all'età di sei anni, fu investita da un'auto a Bolzano, restando in uno stato di morte clinica. Le Ancelle della Carità, che prestavano servizio presso il vecchio ospedale di Bolzano, dove la piccola era stata ricoverata, invocarono l'intercessione della Venerabile. Una settimana dopo, il 4 maggio, contro ogni previsione medica la bambina si svegliò dal coma profondo e, il 25 maggio, a distanza di soli ventuno giorni, poté tornare a casa completamente guarita e riprendere la vita normale. Oggi, madre di tre figli, svolge l'attività di infermiera.